# Didi (fotbalista)
Didi, původním jménem Waldyr Pereira (8. října 1929 – 12. května 2001), byl brazilský fotbalista.
Hrával na pozici záložníka. S brazilskou reprezentací dvakrát vyhrál mistrovství světa, roku 1958 a 1962. Hrál též na mistrovství světa roku 1954. Ve vrcholové formě byl především na šampionátu ve Švédsku 58, kde se dostal do all-stars týmu a poté, co FIFA začala roku 1982 vyhlašovat nejlepšího hráče mistrovství, byl zpětně označen právě za nejlepšího fotbalistu tohoto šampionátu a dostal tzv. Zlatý míč. Celkem za národní tým odehrál 68 utkání, v nichž vstřelil 20 branek. V Evropě působil jen krátce, za Real Madrid odehrál pouhých 19 ligových utkání, přesto s ním získal dvakrát Pohár mistrů evropských zemí (1958/59, 1959/60). Po skončení hráčské kariéry se stal trenérem, vedl například národní tým Peru, a to i na mistrovství světa v Mexiku roku 1970, kde se s ním probojoval do čtvrtfinále. S Fenerbahce Istanbul získal dvakrát titul mistra Turecka (1974, 1975).